# Заједница Дванаест племена
Дванаест племена, раније позната као Грана Хришћанске Црквене Заједнице, Североисточно Краљевство црквене заједнице, Месијска Заједница и Заједница Апостолског Реда, је култ који је основао Жене Рене Спригс (сада познатог као Јонек) који је проистекао из Хришћанског покрета 1972. године у Чатануги у Тенесију. Група представља покушај да се поново успостави првовековна црква из књиге Дела апостолска; назив "Дванаест племена" је узето из цитата Апостола Павла акт 26:7. Група се назива и као Yellow Deli People и неформално као Заједница.

## Историја
Порекло покрета Дванаест племена води ка свештеничкој служби тинејџера званој "Светлосна Бригада" из 1972. Служба је вођена из малог кафића "Светионик" у кући Жене Спригса и његове жене Марше. Светлосна бригада је почела да се шири међу заједницом и отворила ресторан "Yellow Deli" и била део неколико црква све док се није определила за Прву Презбитеријанску цркву. Док је била део Прве Пресбитеријанске, Светлосне бригаде је изазвала свађу са установом тако што је доводила сваког ко је био вољан да пође са њима, укључујући чланове различитих друштвених класа и расних група, и упражњава обичај који није био прихваћен у то време. Дванаестог јануара 1975. године, група је дошла на службу у Прву Пресбитеријанску цркву да би сазнала да је служба отказана због Супер Боула, ово је навело групу да оформи The Vine Christian Community Church. У ово време група је "садила" цркве, сваку са њеним жутим делијем у Далтону У Трентону, Џорџији, Ментону, Алабами и Дајтону.
Њихово повлачење из религиозне матице је преокренуло однос испуњен несугласицама у протест против њих. Почели су да одржавају сопствене службе, које су звали "одлучујућа миса" у Ворнер парку, постављали су старешине и крстили људе . Погоршање односа између групе и религиозних и световних заједница Чатаноге је привукло пажњу Родитељског одбора за ослобађање наше деце од деце Бога и Грађанске фондације слободе који су означили цркву као култ и напали Спригса као лидера култа. Ово је довело до, како то група данас назива, "застрашивање култа" у касним  седамдесетим. Серија депрограмирања започетих у лето 1976. које је предводио Тед Патрик. Група је и поред тога у великој мери игнорисала негативне притиске и у свету генерално, и наставила да ради свој посао отварајући Ареопагус и другу локалну Жуту Дели у центру Чатануге. Спригс је 1978. примио позивницу из мале цркве из Исланд Понда, да ради тамо као свештеник; ову понуду је одбио али је група почела да се шири у руралне градове, дајући имена тамошњим црквама Заједница Североисточног краљевства. Једно од Патрикових последњих депрограмирања у Чатануги се десило 1980; био је умешан полицијски детектив који је, према Свантку, ухапсио своју 27-огодишњу ћерку са лажним налогом како би олакшао њено депрограмирање, са подршком локалних судија. Група је наставила селидбу затварајући све Жуте Дели и повезане цркве осим једне у Далтону. У једном моменту, вођа групе је признао да се налазе у великим дуговима, пре него што су затворили цркву у Далтону и преселили последње чланове у Вермонт.
Селидба у Вермонт, комбинована са првим периодом економских потешкоћа, изазвала је одлазак појединих чланова. Фондација грађанска слобода спровела је неколико састанака у Бартону како би скренула пажњу на групу. Фондација грађанских слобода је тврдила да се користи контрола ума у Чатануги, али је сада поднела оптужбе за злостављање деце. 1983. године су поднете оптужбе против Чарлса "Едија" Вајзмана (старешина у групи) за почињавање напада као и за неколико случајева дечијег старатељства, што је дало основу за формирање налога за претрес. 22. јуна 1984. године полиција и службе за социјалну рехабилитацију Вермонта су привеле 112 деце; сви су пуштени истог дана због тога што обављени претрес није био основан. Због тога што је група ово посматрала као велики неспоразум. Два месеца након претреса случај против Вајзмана се распао након изјаве главног сведока, који је рекао да је био под утицајем антикултног покрета. Случај је напуштен 1985. након што је судија узрекао да је Вајзман одбио право на брзо суђење. Јавни бранилац Едија Вајзмана, Жан Свантко, који је присуствовао претресу, се касније оженио са Вајзманом. До 1989. године, црква је била широко прихваћена на Ислан Понду и расла током 1980-их и 1990-их, отварала је гране у неколико различитих држава, укључујући Канаду, Аустралију, Бразил, Шпанију, Немачку, Аргентину и Уједињено Краљевство. Током ове фазе експанзије, група је користила име Месијска заједница, пре него што су одлучили да је преименују у Дванаест племена. Група је остала контроверзна и током 2000-их, због оптужба за дечији рад, за још нешто и илегално кућно школовање. Одржали су окупљање 2006. године за чланове и пријатеље гране хришћанске заједнице и некадашње Жуте Дели у Ворнер парку, када су најавили отварање нове заједнице у Чатануги. Покрет је наставио да отвара нове Жуте Дели током 2008, скоро 30 година након одлазка из Чатануге.

## Веровања и обичаји
Веровања Дванаест племена подсећају на хришћански фундаментализам, покрета хебрејских корена, Месијски јудаизам и покрета Светог Имена; међутим, група верује да су све друге деноминације пале и стога одбија да се сврста са било којом другом деноминацијом или покретом. Они верују да црква мора да се врати у своју првобитну форму, која је приказана у, како би се месија вратио. Ова обнова не представља само обнову првовековне цркве, већ и стварање новог Израела који се састоји од дванаест племена у дванаест географских региона. Део ове обнове је и поновно слављеље Шабата, придржавања неких Мојсијевих закона укључујући правила о исхрани и празницима. Ово тумачење пророковане обнове Израела, комбиноване са постојећим неморалом у свету, наводи групу да верује да је дошао крај времена, иако датум није одређен.
Један од поменутих аспеката групе је њено инсистирање на употреби имена "Yahshua", за разлику од Исуса. Пошто име "Yahshua" представља природу Исуса, група на сличан начин даје сваком члану јеврејско име које треба да одражава личност појединца.
Група верује да постоје три вечне судбине. Верује да се након ‘’пада човека” сваком човеку даје савест и да након умирања свака особа одлази у стање које се зове смрт (у хебрејском Шеол и грчком Хад) без обзира на веру. Након другог доласка, верници ће бити враћени за хиљаду година да би владали са "Yahshua" пре последњег суда. На крају овог миленијума, свим неверницима ће бити суђено према њиховим делима и биће сврстани у једну од две групе: праведни и прљави / неправедни. Прљави и неправедни ће бити послата на ‘’језеро ватре”, док ће праведници отићи у вечност и испунити свемир.
Руководство је структурирано као низ савета који се састоје од локалних већа, регионалних већа и глобалног апостолског већа; унутар ових савета групу предводе бројни учитељи, ђакони, ђаконице, старешине и апостоли. Рене Спригс је веома цењен као особа која је прва отворила свој дом браћи и сестрама, али чланови тврде да се он не сматра духовном фигуром.
Група послује као 501 - "профитна организација са религиозном сврхом и заједничком ризницом." Заједница плаћа порез на имовину, али структура 501 има тенденцију да резултира без обавезе плаћања пореза на добит.
Удварање у заједници укључује "период чекања" у којем мушкарац или жена изражавају своју жељу да упознају другу особу. Пар затим прима допринос од заједнице док проводи време заједно. Пар је верен ако њихови родитељи (или цела заједница, ако су одрасли) потврде своју љубав и компатибилност; па је онда дозвољено да се држе за руке. Венчања су драматизована по ономе што група верује да ће се догодити на крају времена када се "Yahshua" врати на земљу по своју невесту.
Забележено је да деца играју централну улогу у есхатолошким уверењима групе, јер ће будуће генерације групе бити "144,000" из Откривења 7. Деца се школују код куће. У групи, тинејџери могу да се запосле у занатским радњама у групама како би се подучавали занатима који допуњују њихово образовање. Група користи телесно кажњавање са "штапом сличним трском" као штапић на који се ставља балон (минимум) преко дететове задњице.

## Полемика
Од свог оснивања, група је изазвала полемике и привукла неповољну пажњу медија, анти-култног покрета и владе. Извршни директор института за религијска истраживања Њу Ингланда Рев. Боб Пардон упозорава у свом извештају да су "месијанске заједнице, под вођством Спригса, тежиле екстремном ауторитаризму" и "галацијској јереси"." Група је одговорила редом од почетка до краја на извештај и наставила да тврди његове велике "грешке, дисторзије, неспоразуме и погрешне процене", док критикује тешко коришћење апостата у његовом извештају. У Француској, група је уврштена у 1995 владини извештај од стране Парламентарне комисије за култове у Француској под називом "Ordre apostolique – Therapeutic healing environment.".Чланови дванаест племена Жан Свантко и његов муж Ед Вајзман су се потрудили да се боре против друштвене стигме и анти-култног покрета тако што су се укључили у дијалог са непријатељским бившим члановима, медијима и владиним властима. Свантко је представио на научним конференцијама укључујући CESNUR  Удружење за заједничке студије и Друштво за научно проучавање религије као и поглавље у Регулативној религији Џејмс Т. Ричардсон: студије случаја из света. Стуарт А. Рајт је Дванаест племена навео као групу која пати од неправилне заступљености у медијском извештавању. Према Рајту, медији се често фокусирају на неутемељеним оптужбама против групе, али како се оптужбе истражују и како се случајеви распадају, медији их на крају знатно мање покривају него на почетку. Рајт затим тврди да то оставља утисак у јавности да је група крива за неосноване оптужбе.

### Коментар о нападу на Исланд Понд
Напад на Исланд Понд остао је истакнут у правној историји Вермонта; био је предмет семинара Адвокатске коморе Вермонта 2006. године. Група је одржала јубиларне догађаје у 1994. и 2000. и продуцирала 75-минутни документарни филм. Вермонтско поглавље ACLU-а такође је критиковало напад, назвавши га "застрашујућим" и "највећим лишавањем грађанских слобода које су се догодиле у недавној историји Вермонта." Тадашњи гувернер Вермонта, Ричард Снилинг, који је одобрио претрес, наводно је покренуо "најврелију политичку ватру у својој каријери" неколико недеља након што је генерални државни тужилац Вермонта Џон Ј. Истон Млађи приписао овај претрес својој кампањи за гувернера. Џон Бурчард, који је био државни комесар за социјалне и рехабилитационе услуге, и Ванеса Л. Малкарн, су 1992. објавили чланак у ’’Behavioral Sciences and Law’’, охрабрујући промене у закону које би омогућиле успех у претресу.

### Учења о Јеврејима
Цитирајући Матеју 27:25, верују да су Јевреји криви за Христово крвопролиће. Иако је често обележена као антисемитска група константно оповргава ове оптужбе. Чланови ове групе задржавају Шабат и јеврејске фестивале Пасху, Јом кипур и Сукот. Млади прослављају Бар Мицву и Бат Мицву, и често изводе израелске народне игре.

### Контроверзе око дечијег рада и школовања од куће
Њујорк Пост је 2001. године објавио чланак у којем оптужује групу за насиље у дечијем раду и касније истиче да су они ти који су изазвали даљу истрагу. „Дванаест племена“ су одговорили конференцијом за штампу у „Commonsense Farm“ где се наводно одржавао дечији рад. „Дванаест племена“ извештава да је приликом једне изненадне инспекције, коју је извшила компанија Estée Lauder, откривено да је неколико четрнаестогодишњака пронађено како помажу својим очевима у производњи памука; ове извештаје је Еstéе Lauder касније потрдила и раскинила уговоре са Common Sense производима. Касније су изјавили да је то породични посао и да су та деца била у обавези да помажу својим родитељима у послу, ни у једном тренутку ненаправивши извињење за то. Министарство за рад државе Њујорк је изјавило да намеравају да посете свих пет пословница „Дванаест племена“. Државни тужилац Елиот Спицер истиче да је надничење равно ропству и да није легално. „Сунденц каталог“ Роберта Редфорда, који је имао уговор са Common Wеаlth Wооdmars (још једна компанија у инустрији памука која производи намештај), такође раскида уговор са њима као одговор на оптужбе. Министарство за рад није пронашло никакве прекршаје у Common Sense Farm-у ни у Commonwealth Woodworks. Исплатили су 2 казне од по 2000 долара због петнаестогодишњака који је гурао колица и још једног петнаестогодишњака који је мењао сијалицу.
У Немачкој и Француској, контроверзе су биле уперене на проблеме школовања од куће, здравља, злостављана деце и верских слобода. Већ неколико пута је била у конфликту са властима у Немчкој и Француској око школовања од куће, са поприлично дугом и спором расправом између заједнице у Клостерцимерн, општина Деининген у Баварској, и баварским органима за едукацију. Школовање код куће је у Немачкој илегално осим у врло ретким ситуацијама. Казне и хапшења нису имала никаквог утицаја на заједницу, власти су одобриле рад приватне школе у просторијама комуне под надзором државе. Договор подразумева да у програму наставе у школи неће бити сексуалне едукације и еволуције.

## Полицијски претреси у Немачкој
5. септембра 2013. године немачка полиција је претресла две заједнице које припадају заједници Дванаест племена и склонила 40 деце како би их заштитила од наводног непрекидног злостављања. Група признаје да користи штап за дисциплину, али поричу да малтретирају своју децу. Социолог религије Сузан Палмер је истакла да доктори нису нашли доказ о злостављању из септембра 2013. након полицијског претреса.

## Рад на терену
Заједница Дванаест племена користи мобилна возила и радње како би спроводила евангелизацију на разним догађајима.
- Лука миротвораца - брод А класе који је купила и обновила група плови источном обалом САД-а. Група сада органозује туре и шири радосну вест по лукама.[66]
- Аутобуси Peacemaker I и II[67]
- Шатор за прву помоћ постављају на различитим догађајима[68]